# 穆兰讷夫 (阿列日省)
穆兰讷夫（法語：Moulin-Neuf，法語發音：[mulɛ̃ nœf]）是法国阿列日省的一个市镇，属于帕米耶区。

## 地理
穆兰讷夫（43°4'26"N, 1°56'40"E）面积2.62 平方千米，位于法国奧克西塔尼大區阿列日省，该省份为法国西南部内陆省份，西部和北部与上加龙省接壤，东临奥德省，东南至东比利牛斯省接壤，南与安道尔和西班牙接壤。
与穆兰讷夫接壤的市镇（或旧市镇、城区）包括：卡扎尔代拜莱、拉加尔德、鲁芒古、特雷济耶、瓦勒德朗布罗讷。

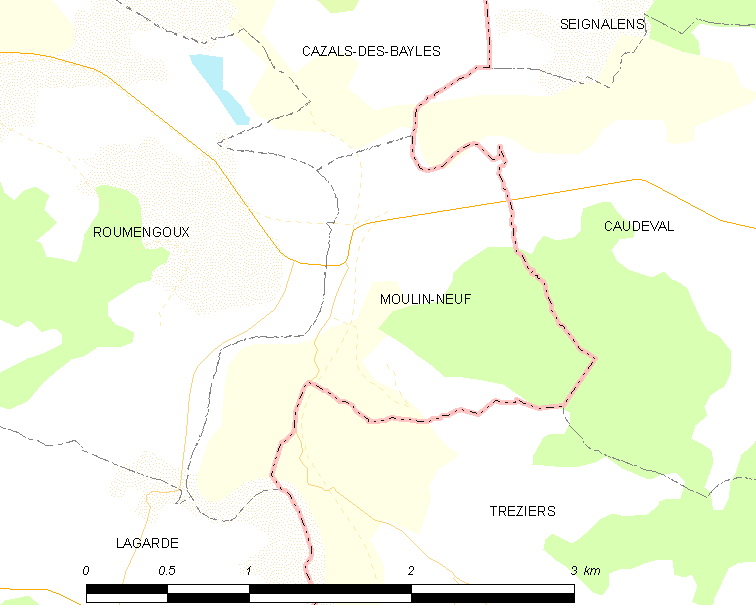
的OSM定位图

穆兰讷夫的时区为UTC+01:00、UTC+02:00（夏令时）。

## 行政
穆兰讷夫的邮政编码为09500，INSEE市镇编码为09213。

## 政治
穆兰讷夫所属的省级选区为米尔普瓦县。

## 人口

1962-2008年间人口变化图示

穆兰讷夫于2022年1月1日时的人口数量为235人。